# Carl Westergren
Carl Oscar Westergren (Malmö, Escània, 13 d'octubre de 1895 – Malmö, 5 d'agost de 1958) va ser un lluitador finlandès, especialista en lluita grecoromana, que va disputar quatre edicions dels Jocs Olímpics, el 1920, 1924, 1928 i 1932. Amb tres ors guanyats, ostenta el rècord als Jocs, igualat amb Ivar Johansson, Aleksandr Medved i Aleksandr Karelin.
El 1920 va prendre part en els Jocs Olímpics d'Anvers, on guanyà la medalla d'or en la competició del pes mitjà del programa de lluita grecoromana. Quatre anys més tard, als Jocs de París, guanyà una nova medalla d'or en la modalitat de pes semipesant. En aquests mateixos Jocs fou sisè en la categoria de pes semipesant del programa de lluita lliure. El 1928, als Jocs Olímpics d'Amsterdam, quedà eliminat en primera ronda de la prova de pes semipesant. La seva darrera participació en uns Jocs fou el 1932, a Los Angeles, on guanyà el seu tercer or olímpic en la prova del pes pesant del programa de lluita grecoromana.
El 1922 es proclamà campió del món de pes mitjà. El 1925, 1930 i 1931 guanyà el campionat d'Europa.